# Ратледж, Бен
Бенджамин Джон «Бен» Ратледж (англ. Benjamin Jon "Ben" Rutledge; род. 9 ноября 1980, Кранбрук, Британская Колумбия) — канадский гребец, выступавший за сборную Канады по академической гребле в период 2002—2008 годов. Чемпион летних Олимпийских игр в Пекине, трёхкратный чемпион мира, победитель этапов Кубка мира, победитель и призёр многих регат национального и международного значения.

## Биография
Бен Ратледж родился 9 ноября 1980 года в городе Кранбрук провинции Британская Колумбия.
Окончил местную школу Mount Baker Secondary School, затем поступил в школу бизнеса Университета Британской Колумбии в Ванкувере, где в 2006 году получил степень бакалавра коммерции в области недвижимости и маркетинга.
Во время учёбы в университете с 1999 года серьёзно занимался академической греблей, состоял в университетской гребной команде «Тандербёрдз», неоднократно принимал участие в различных студенческих регатах, в частности в 2005 году становился победителем университетского гребного чемпионата Канады в распашных двойках и восьмёрках. Позже проходил подготовку в городе Тандер-Бей, провинция Онтарио, в одноимённом гребном клубе.
В 2002 году в восьмёрках одержал победу на мировом первенстве в Севилье, взял бронзу на этапе Кубка мира в Люцерне.
На чемпионате мира 2003 года в Милане вновь победил в восьмёрках, был лучшим и на этапе Кубка мира в Люцерне.
Благодаря череде удачных выступлений удостоился права защищать честь страны на летних Олимпийских играх 2004 года в Афинах. В программе восьмёрок отобрался в главный финал А, но в решающем заезде пришёл к финишу лишь пятым и попасть в число призёров не смог.
После афинской Олимпиады Ратледж остался в составе гребной команды Канады на ещё один олимпийский цикл и продолжил принимать участие в крупнейших международных регатах. Так, в 2005 году он выступил на мировом первенстве в Гифу, в восьмёрках сумел квалифицироваться в утешительный финал В и расположился в итоговом протоколе соревнований на седьмой строке.
В 2006 году на чемпионате мира в Итоне занял восьмое место в зачёте четвёрок без рулевого.
В 2007 году в восьмёрках был лучшим на этапе Кубка мира в Люцерне, а также победил на мировом первенстве в Мюнхене, став таким образом трёхкратным чемпионом мира по академической гребле.
Выиграв этап Кубка мира 2008 года в Люцерне, благополучно прошёл отбор на Олимпийские игры в Пекине. На сей раз в программе восьмёрок обошёл всех своих соперников в финале, в том числе более чем на секунду опередил ближайших преследователей из Великобритании, и тем самым завоевал золотую олимпийскую медаль. За это выдающееся достижение впоследствии все члены этого экипажа были введены в Канадский зал славы спорта.
Впоследствии работал по специальности ипотечным брокером.